# Paweł Wojciechowski (économiste)
Pour les articles homonymes, voir Paweł Wojciechowski.
Paweł Wojciechowski, né le 3 janvier 1960 à Varsovie, est un entrepreneur et homme d'État polonais proche du centre droit. Il est ministre des Finances entre juin et juillet 2006.

## Biographie

### Formation et carrière
En 1983, il sort diplômé de l'École supérieure de la planification et de la statistique. Il part alors étudier à l'université John Carroll, dans l'Ohio, et travaille aux États-Unis jusqu'en 1991. De retour en Pologne, il conseille le gouvernement sur les privatisations et le développement du marché des capitaux, puis dirige plusieurs institutions financières.

### Vie politique
En 2005, il travaille sur le programme économique de Parti démocrate (PD) de Jerzy Hausner. Il rejoint ensuite l'équipe chargée du programme autour du libéral Jan Rokita. À la suite des élections parlementaires du 25 octobre 2005, il est nommé conseiller économique du président du Conseil des ministres conservateur Kazimierz Marcinkiewicz.
Le 24 juin 2006, Paweł Wojciechowski est nommé ministre des Finances, à la suite de la démission contrainte de Zyta Gilowska. Toutefois, Marcinkiewicz remet sa démission dès le 7 juillet et sept jours plus tard, le nouveau président du Conseil conservateur Jarosław Kaczyński nomme Stanisław Kluza ministre des Finances.
Devenu économiste en chef à l'Institut polonais d'administration (PID), puis directeur de l'Agence des informations et des investissements à l'étranger (PAIIZ) en 2007, il est nommé en mars 2009 sous-secrétaire d'État du ministère des Affaires étrangères. Le 1er juillet 2010, il est relevé de ses fonctions pour prendre celles d'ambassadeur, représentant permanent de la Pologne à l'Organisation de coopération et de développement économiques (OCDE).